# Chất lưu Newton
Chất lưu Newton - là chất lỏng nhớt, tuân theo định luật ma sát trong của Newton, nghĩa là ứng suất tiếp tuyến và gradient vận tốc phụ thuộc tuyến tính với nhau. Hệ số tỉ lệ giữa 2 chúng được gọi là độ nhớt.

## Định nghĩa
Phương trình miêu tả lực nhớt trong cơ học chất lỏng Newton được cho bởi phương trình:
{\displaystyle \tau =\mu {{\partial v} \over {\partial y}}}
trong đó:
{\displaystyle \tau } - ứng suất tiếp tuyến [Pa]
{\displaystyle \mu } - hệ số nhớt động lực học
{\displaystyle \partial v \over \partial y} - đạo hàm của vận tốc theo hướng vuông góc với hướng di chuyển của chất lỏng.
- Phương trình này thường được cho dòng chảy theo 1 hướng, khi mà vec-tơ vận tốc có thể coi là cùng phương (song song) tại mọi điểm trong thể tích chất lỏng đang xét.

Công thức tổng quát để xác định lực ma sát trong: vi phân vec-tơ lực ma sát trong bằng ten-xơ của hệ số nhớt, nhân với tích có hướng của vi phân vec-tơ diện tích (của các lớp chất lỏng tiếp xúc) và rot vận tốc.
{\displaystyle {d}\mathbf {F} {=}\mu _{ij}\,\mathbf {dS} \times \mathrm {rot} \,\mathbf {u} .}
trong đó {\displaystyle \mu _{ij}} - tenxơ hệ số nhớt. Các thành phần trên đường chéo chính của ten-xơ chính là độ nhớt phân tử của chất lỏng, còn lại là độ nhớt rối.
Từ định nghĩa, nói riêng, suy ra chất lỏng là chất lưu Newton nếu như ngoại lực rất nhỏ. Ví dụ như nước là chất lưu Newton, vì nó có tính chất của chất lỏng, mà trong đó không có sự phụ thuộc vào tốc độ khuấy trộn, ngược lại với chất lưu phi Newton - độ nhớt phụ thuộc vào vận tốc dòng chảy - ví dụ, sự khuấy trộn có thể sinh ra "hố" ở phía sau (xuất hiện trong một thời gian ngắn - tương tự như trong một số chất như huyền phù của tinh bột trong nước lạnh), và khi giảm độ dày của lớp chất lỏng thì sẽ xảy ra biến đổi đột ngột của độ nhớt vì sự thay đổi vận tốc chảy của chất lỏng (có thể quan sát ở một số loại sơn rất dễ, nhưng sau khi sơn thì bề mặt trở nên rất nhớt, thậm chí là không chảy trên bề mặt thẳng đứng).
Đối với chất lưu Newton, theo định nghĩa thì độ nhớt chỉ phụ thuộc vào nhiệt độ và áp suất (cũng như phụ thuộc vào thành phần hóa học, nếu chất lỏng không thuần khiết) và không phụ thuộc vào lực tác dụng lên nó.
Nếu chất lỏng không bị nén và độ nhớt - hằng số trong toàn bộ thể tích, thì phương trình biểu diễn ứng suất tiếp tuyến trong hệ tọa độ vuông góc như sau:
{\displaystyle \tau _{ij}=\mu \left({\frac {\partial u_{i}}{\partial x_{j}}}+{\frac {\partial u_{j}}{\partial x_{i}}}\right)}
với {\displaystyle \mathbb {P} } tenxơ ứng suất (cũng hay ký hiệu là {\displaystyle \mathbf {\sigma } })
{\displaystyle \mathbb {P} _{ij}=-p\delta _{ij}+\mu \left({\frac {\partial u_{i}}{\partial x_{j}}}+{\frac {\partial u_{j}}{\partial x_{i}}}\right)}
trong đó, theo như những quy ước về ten-xơ thì:
{\displaystyle \tau _{ij}} - ứng suất tiếp tuyến trên mặt thứ i của phần tử chất lỏng theo hướng thứ j.
{\displaystyle u_{i}} - vận tốc theo hướng thứ i.
{\displaystyle x_{j}} — {\displaystyle j}- tọa độ thứ j của hướng.
Nếu chất lỏng không tuân theo những hệ thức trên thì được gọi là chất lỏng phi Newton, ví dụ như: dung dịch polyme, một số thể huyền phù rắn, và nhiều loại chất lỏng rất nhớt.
Xem thêm: dòng chảy Tailor-Couette